# (7896) Швейк
(7896) Швейк (чеш. Švejk) — астероид главного пояса, который принадлежит к светлому спектральному классу S. Он был открыт 1 марта 1995 года чешским астрономом Зденеком Моравцем в обсерватории Клеть. Назван в честь Йозефа Швейка, главного героя романа Ярослава Гашека «Похождения бравого солдата Швейка».
Тиссеранов параметр относительно Юпитера — 3,195.